# Le rossignol (Oper)
Le rossignol (russisch: Соловей, Solowei) ist eine Oper in drei Akten von Igor Strawinsky mit einem Libretto von Stepan Stepanowitsch Mitussow nach dem Märchen Des Kaisers Nachtigall von Hans Christian Andersen.

## Handlung

### Erster Akt
Der Fischer vermisst nachts bei seiner Arbeit den Gesang der Nachtigall, die ihn die ganze Welt um ihn herum vergessen lässt. Die Nachtigall erscheint und singt von der Schönheit der sie umgebenden Blumen, des Mondes und der Sonne. Der Fischer lauscht verzaubert, doch auch eine andere Gruppe von Zuhörern ist im Wald unterwegs: Eine Gesandtschaft des kaiserlichen Hofes hat sich aufgemacht, um mit Hilfe der Köchin die Nachtigall zu finden. Irritiert von der für sie völlig ungewohnten Umgebung verwechseln sie das Muhen einer Kuh und das Quaken eines Frosches mit dem Gesang der Nachtigall, doch die Köchin zeigt ihnen den richtigen, bescheiden aussehenden Vogel. Die Nachtigall erhält eine Einladung, am Hof des Kaisers für den Kaiser zu singen, und nimmt an.

### Zweiter Akt
Großer Aufruhr am kaiserlichen Hof verkündet die Ankunft der Nachtigall. Die Köchin muss weitere Auskünfte über den Vogel an neugierige Frager geben. Schließlich erscheint mit großem Pomp der Kaiser persönlich vor seinem Hofstaat. Die Nachtigall singt für ihn, und der Kaiser ist so gerührt, dass er der Nachtigall zum Dank seinen goldenen Pantoffel schenken möchte, den der Kaiser an einer Kette um den Hals trägt. Die Nachtigall lehnt jedoch ab. Gesandte des Kaisers von Japan bringen ein Geschenk an den Kaiser von China: Eine vollkommen künstlich konstruierte Nachtigall, die den ganzen Hof begeistert. Der Kaiser bemerkt schließlich, dass die echte Nachtigall davon geflogen ist, und verbannt sie aus seinem Reich.

### Dritter Akt
Zeit ist vergangen. Der Kaiser liegt im Sterben, und auf seinem Totenbett kommen die Geister seiner vergangenen Taten, um ihn daran zu erinnern, was er in seinem Leben getan hat. Der Kaiser will sie erfolglos abwehren und leugnen, ruft nach Musik, nach Trommeln, doch die Einzige, die seinem Ruf folgt, ist die Nachtigall. Sie singt ihm von den Blumen und dem Sonnenschein im Garten und vertreibt so die bösen Geister. Schließlich trifft sie auf den Tod, der ebenfalls ihren Gesang gehört hat und davon betört ist. Die Nachtigall verlangt von ihm, dass er dem Kaiser seine Krone zurückgibt, bevor sie weitersingt. Der Tod zögert, überlässt dem Kaiser jedoch die Krone. Die Nachtigall fordert, dass er auch das Szepter und das Schwert zurückgeben soll, und sie würde die ganze Nacht singen. Der Tod lässt sich auch auf diesen Handel ein. Die Nachtigall singt von den Schönheiten des Gartens und von den Schönheiten des anderen Gartens, der hinter der weißen Mauer liegt. Sie singt vom Garten des Todes, den Gräbern und dem Tau, der auf das Moos fällt. Der Tod zieht sich zurück, um in seinen Garten zu gehen. Der Kaiser will sich bedanken, doch die Nachtigall weist den angebotenen höchsten Posten am Hofe zurück: Die Tränen des Kaisers sind ihr mehr wert. In der Überzeugung, dass der Kaiser gestorben sein müsse, nähert sich der Hofstaat seiner Schlafzimmertür, doch der Kaiser selbst öffnet sie und wünscht allen seinen Hofleuten zu ihrem Erstaunen einen fröhlichen guten Morgen. Mit dem Gesang des Fischers endet die Oper.

## Gestaltung

### Musik
Le rossignol ist eine durchkomponierte Oper von erstaunlicher Kürze. Die Titelpartie der Nachtigall wird mit einem hohen, leichten und sehr agilen Koloratursopran besetzt, der auch hohe Töne wie ein dreigestrichenes d im piano mühelos zu nehmen weiß. Der Tod wird in diesem Fall durch eine Altistin verkörpert. Eingerahmt wird die gesamte Komposition vom lyrischen Gesang des Fischers, dessen Melodie als Erkennungsmerkmal unverändert bleibt und Zeit und Raum überbrückt. Fast charakteristisch für Strawinsky ist der weitgehende Verzicht auf kantable Melodien, die einzig dem Gesang des Fischers zugestanden werden, der differenzierte Einsatz von Chromatik und harmonischen Farbwechseln, die besonders durch Holzbläser immer wieder klar und präzise in Szene gesetzt werden. Den Part der künstlichen Nachtigall, die ständig dieselbe Figur wiederholt, übernimmt die Solo-Oboe, der echten Nachtigall wird oft die Querflöte zur Seite gestellt.

### Libretto
Andersens Märchen wird von Mitussow nur geringfügig verändert und an dramatische Gegebenheiten der Opernbühne angepasst, folgt aber ansonsten dem Verlauf der Geschichte. Die Originalsprache russisch wird in Aufführungen des Werkes meist beibehalten, es existiert aber eine französische Übersetzung.

## Geschichte

### Entstehung
Strawinsky begann mit der Komposition der Oper im Jahr 1908, wurde jedoch von Serge Djagilew 1909 unterbrochen, der ihn bat, Musik für sein Ballett Der Feuervogel in Paris zu schreiben. Nach seinen Erfahrungen in Paris mit Petruschka und Le sacre du printemps zögerte der Komponist, die Arbeit an der Oper wieder aufzunehmen, weil sich sein Kompositionsstil in der Zwischenzeit sehr verändert hatte. Er fand jedoch eine Lösung, da der turbulente Kaiserhof eine ganz andere musikalische Farbe verlangte als der ruhige Beginn im Garten. Die Uraufführung durch Djagilews Ballets Russes fand am 26. Mai 1914 im Palais Garnier der Pariser Oper statt.
Auf die Initiative von Djagilew wurden die Sänger der Partien im Orchestergraben platziert, die Rollen auf der Bühne aber getanzt, damals ein bisher ungekanntes Novum.

### Rezeption
Für Orchester arbeitete der Komponist sein entstandenes Material 1917 noch einmal zum symphonischen Orchesterwerk Le chant du rossignol um, das nicht mit der Oper identisch ist.
Trotz der märchenhaften Vorlage und der nicht abendfüllenden Spielzeit von lediglich 45 Minuten ist die Oper eher kein Werk für Kindertheater, sondern ein hochpoetisches Kleinod der Opernliteratur.

## Aufnahmen / Diskographie
- 1955, Janine Micheau, Chœur & Orchestre National de l’RTF Paris, André Cluytens (Dirigent)
- 1960, Reri Grist,  Chor & Orchester der Opera Society of Washington, Igor Strawinsky (Dirigent)
- 1990, Phyllis Bryn-Johnson, BBC Symphony Orchestra & Singers, Pierre Boulez (Dirigent)
- 1996, Olga Trifonova, London Philharmonic Orchestra, Robert Craft (Dirigent)
- 1999, Natalie Dessay, Violeta Urmana, Chor und Orchester der Opéra National de Paris, James Conlon (Dirigent), 2004 verfilmt von Christian Chaudet